# Roger Penske
Roger Penske, né le 20 février 1937 à Shaker Heights dans l'Ohio, est une personnalité américaine du sport automobile. Pilote automobile dans les années 1960, il a ensuite fondé l'écurie de course Penske Racing, une des plus prestigieuses équipes du sport automobile américain qui s'est imposée dans de multiples disciplines y compris en Formule 1. 
Il est également propriétaire de plusieurs entreprises de distribution automobile et à la tête de la société de location de camions "Penske Truck Leasing" connu pour les déménagements ; ses voitures de course ont longtemps porté une livrée jaune similaire à celle de ses camions.

## Titres
- SCCA National Sports Car Championship en 1960, sur Porsche (classe F modifiée);
- SCCA National Sports Car Championship en 1961, 1962 et 1963 (sur Maserati et Cooper (classe D modifiée);
- USAC Road Racing Championship en 1962 (dernière édition), sur Cooper T53-Climax (victoires à Riverside et Laguna Seca en fin de saison, pour Updraught Enterprises, Inc.).

## Résultats en championnat du monde de Formule 1
| Saison | Écurie            | Châssis    | Moteur            | Grands Prix disputés | Qualification | Résultat |
| ------ | ----------------- | ---------- | ----------------- | -------------------- | ------------- | -------- |
| 1961   | John M Wyatt III  | Cooper T53 | Climax 4 en ligne | États-Unis           | 16e           | 8e       |
| 1962   | Dupont Team Zerex | Lotus 24   | Climax V8         | États-Unis           | 13e           | 9e       |

## Résultats aux 24 Heures du Mans
| Année | Équipe                     | Voiture            | Équipier        | Résultat |
| ----- | -------------------------- | ------------------ | --------------- | -------- |
| 1963  | North American Racing Team | Ferrari 330 TRI/LM | Pedro Rodríguez | Abandon  |